# Vernonia albicaulis
Vernonia albicaulis là một loài thực vật có hoa trong họ Cúc. Loài này được Vahl ex Pers. miêu tả khoa học đầu tiên năm 1807.